# Lucy Charles
Lucy Charles-Barclay (Londra, 15 settembre 1993) è una triatleta britannica.

## Carriera
Nel maggio 2017 ha vinto l'Ironman Lanzarote. 
Ai Campionati del mondo Ironman del 2017 si è classificata al 2º posto alle spalle dell'elvetica Daniela Ryf. Stesso risultato l'anno successivo, sempre dietro la Ryf, registrando un tempo di 8h:36:32, seconda migliore prestazione di sempre a Kona . Ai Campionati del mondo Ironman del 2019 arriva sempre 2°, stavolta dietro alla tedesca Anne Haug.
Nel corso della sua carriera, ha vinto inoltre nel 2018 e nel 2019 l'Ironman South Africa, nel 2017 e nel 2018 il Challenge Championship e nel 2019 il Challenge Roth.
Nel 2019, Charles ha vinto il Challenge Roth e gli European Ironman Championships con il suo record personale di 8:31:09 ore per l'intera gara.
Nel 2023, Charles vince il campionato mondiale di Ironman 
Charles vive a Hatfield ed è allenata da suo marito Reece.

## Titoli
- Ironman

Ironman Championship 2023
- - Ironman South Africa - 2018, 2019
  - Challenge Championship - 2017, 2018
  - Challenge Roth - 2019